# Operación Amanecer Rojo
La Operación Amanecer Rojo (Operation Red Dawn en inglés), llevada a cabo por tropas del ejército estadounidense el 13 de diciembre de 2003, en ad-Dawr, una pequeña localidad de Irak cercana a Tikrit, supuso la captura del expresidente de Irak, Sadam Huseín. El nombre de la operación es por la película de 1984 Amanecer rojo. La misión fue asignada al Equipo de Combate de la 1.ª Brigada de la 4.ª División de Infantería, comandada por el general de división Raymond Odierno y dirigida por el coronel James Hickey de la 4.ª División de Infantería, en operaciones conjuntas con la Task Force 121, una élite y equipo de operaciones especiales conjuntas encubiertas.
Buscaron dos sitios con el nombre en clave de "Wolverine 1" y "Wolverine 2", fuera de la ciudad de ad-Dawr, pero inicialmente no encontraron a Saddam. Una búsqueda exhaustiva entre los dos sitios señalados dio finalmente con Saddam escondido en un "agujero de araña" a las 20:30, hora local de Irak. El expresidente iraquí no se resistió a su captura. Las imágenes de un Saddam descuidado, de larga barba y cabellera, y totalmente aturdido, dieron la vuelta al mundo en los días siguientes.

## Antecedentes
Sadam Huseín desapareció de la vista pública poco después de la Invasión de Irak de 2003. El ejército estadounidense lo etiquetó como "Objetivo de alto valor número uno" (HVT1) y comenzó una de las cacerías humanas más grandes de la historia.
Entre julio y diciembre de 2003, la Fuerza de Task forces 121 del JSOC llevó a cabo doce incursiones infructuosas para encontrar a Sadam Huseín, junto con otras 600 operaciones contra objetivos, incluidos 300 interrogatorios. El 1 de diciembre de 2003, un ex conductor divulgó el nombre de Muhammed Ibrahim Omar al-Musslit, la mano derecha de Saddam, conocido por TF 121 como "la fuente" o "el gordo". Durante las siguientes dos semanas, casi 40 miembros de su familia fueron interrogados para determinar su ubicación. El 12 de diciembre de 2003, una redada en una casa en Bagdad que se utilizaba como cuartel general de los insurgentes capturó a Omar. Temprano a la mañana siguiente reveló dónde se podría encontrar a Saddam. Esta inteligencia y otra inteligencia de exmiembros detenidos del Partido Baaz, apoyados por inteligencia de señales de la ISA, finalmente identificaron a Hussein en un complejo agrícola remoto al sur de Tikrit.

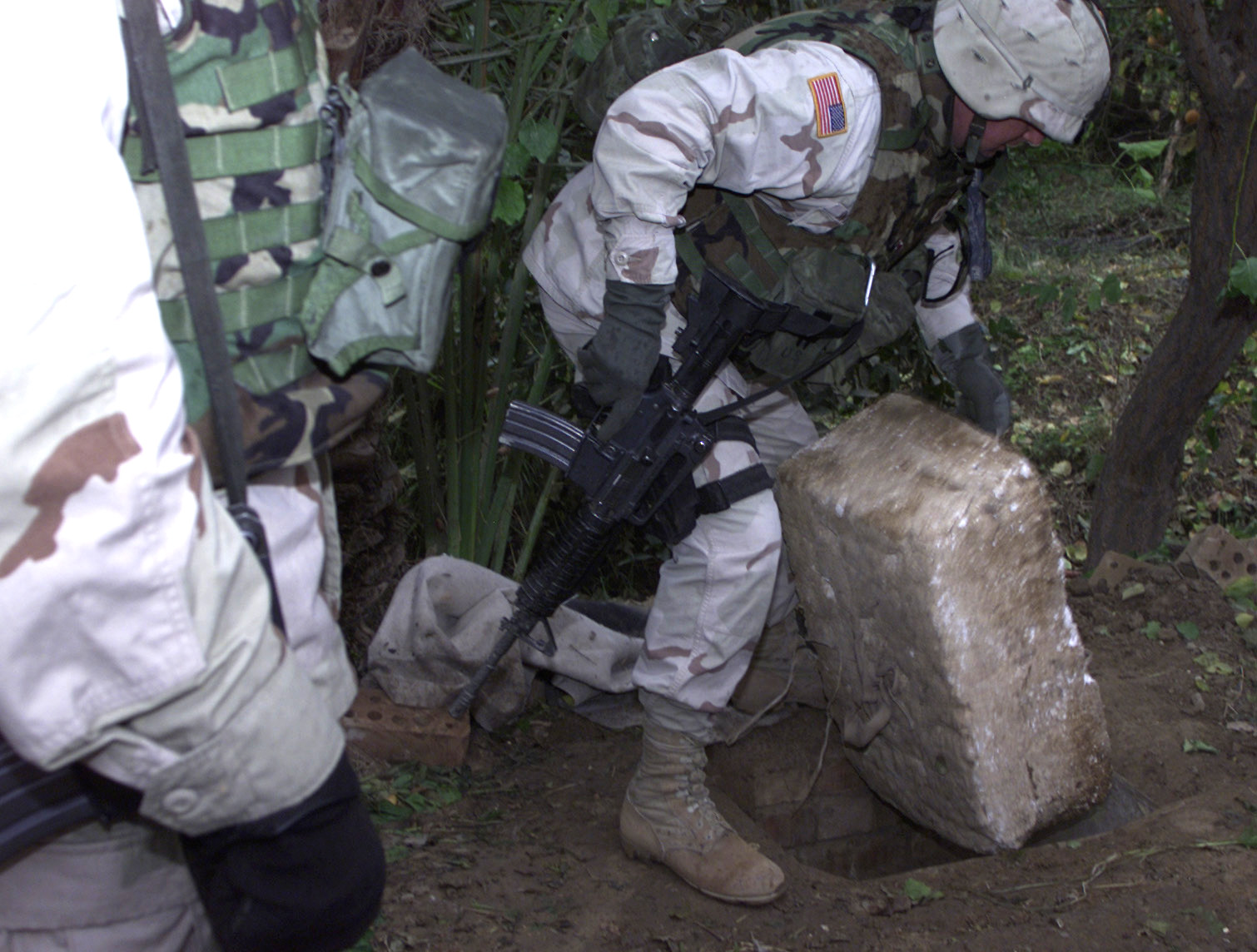
Un Soldado levanta una tapa de espuma de poliestireno que cubre el agujero donde Sadam Huseín fue descubierto

## Operación
La Operación Amanecer Rojo se lanzó después de obtener inteligencia procesable que identificó dos ubicaciones probables del paradero de Sadam Huseín con nombre en código Wolverine 1 y Wolverine 2, cerca de la ciudad de ad-Dawr. El escuadrón C de la Delta Force, operadores de ISA bajo la Task Force 121 y el equipo de Combate de la Primera Brigada de la 4.ª ID, llevaron a cabo la operación. La operación lleva el nombre de la película de 1984 del mismo nombre protagonizada por Patrick Swayze. Los nombres de los sitios de "Wolverine 1" y "Wolverine 2" también son una referencia al grupo insurgente estadounidense en la película, The Wolverines. Las fuerzas involucradas en la operación consistieron en aproximadamente 600 soldados, incluyendo caballería, artillería, aviación, ingenieros y fuerzas de operaciones especiales.
Las fuerzas despejaron los dos objetivos, pero inicialmente no encontraron el objetivo. Luego, cuando los operadores estaban terminando y los helicópteros llamaron para extraerlos, un soldado pateó una parte del terreno a un lado, exponiendo un agujero de araña; se preparó para lanzar una granada de fragmentación en él, en caso de que condujera a un sistema de túneles insurgentes, cuando de repente apareció Hussein. El operador de Delta lo golpeó con la culata de su carabina M4 y lo desarmó de una Glock 18C.
Hussein se rindió y no ofreció resistencia; fue llevado por un MH-6 Little Bird desde el 160.º SOAR al Sitio de Apoyo a la Misión Tikrit, donde fue identificado adecuadamente. Luego fue llevado en un helicóptero MH-60K Blackhawk por el 160.º SOAR desde Tikrit a Bagdad y puesto bajo custodia en el Aeropuerto Internacional de Bagdad. Junto con la Glock, un AK-47 y 750,000 dólares que fueron recuperados del agujero de araña.

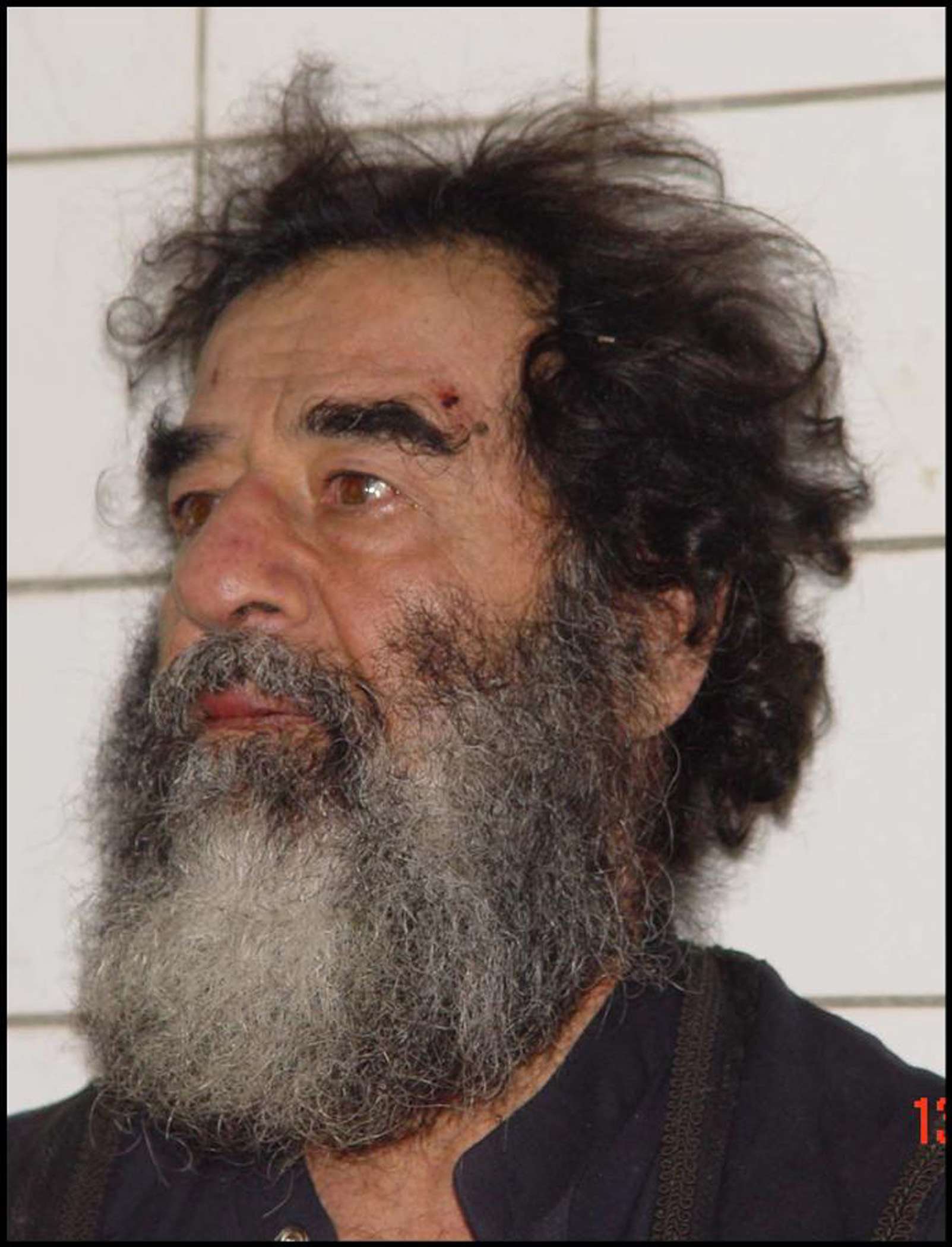
Sadam Huseín tras su captura

## Captura y estado de prisionero de guerra
Un portavoz del Pentágono dijo que se le dio el estatus ya que era el líder de las "fuerzas militares del antiguo régimen".
Así mismo Hubo controversia sobre las imágenes de televisión que mostraban a Sadam Huseín con un aspecto desaliñado con una larga barba negra y gris bajo custodia y sometido a un examen médico después de su captura para confirmar su identidad, imágenes consideradas por algunos como un fracaso para protegerlo de la curiosidad pública. Un portavoz militar estadounidense, el general de división Raymond Odierno, dijo que la operación, que involucra a varias unidades combinadas de Estados Unidos, se lanzó dentro de las 24 horas posteriores a recibir un aviso de un miembro del clan de Sadam Huseín.
Su custodia y la de 11 de sus colaboradores fue traspasada al gobierno provisional iraquí meses más tarde, el 30 de junio de 2004.